# Sankt Catharinæ Sogn
Sankt Catharinæ Sogn er et sogn i Hjørring Søndre Provsti (Aalborg Stift).
Sankt Catharinæ Sogn lå i Hjørring købstad, som geografisk hørte til Vennebjerg Herred. Købstaden blev ved kommunalreformen i 1970 kernen i Hjørring Kommune.
Efter at Bistrupkirken blev indviet i 1978, blev Bistrup Sogn udskilt fra Sankt Catharinæ Sogn og de to andre Hjørring-sogne: Sankt Hans Sogn og Sankt Olai Sogn.
I Sankt Catharinæ Sogn ligger Sankt Catharinæ Kirke.
I sognet findes følgende autoriserede stednavne:
- Bredfald (bebyggelse)
- Hjørring Bjerge (bebyggelse)
- Klokager (bebyggelse)
- Kvægtorvet Station (station)
- Sankt Knuds By (bebyggelse)
- Vestermark (bebyggelse)